# 红花苘麻
红花苘麻（学名：Abutilon roseum）为锦葵科苘麻属下的一个种。

## 扩展阅读
- 維基物種上的相關：红花苘麻